# Aldo Canazza
Aldo Canazza (né le 4 janvier 1908 à Stanghella et mort le 21 octobre 2002 à Pianoro) est un coureur cycliste italien, professionnel de 1929 à 1941.

## Palmarès
- 1927
  - La Popolarissima
- 1930
  - Tour de Vénétie
  - Coppa de la Victoria
  - 2e de la Coppa Bernocchi
  - 2e de Milan-Modène
  - 2e du Tour du Piémont
- 1931
  - Tour de Vénétie
- 1932
  - 4e du Tour de Lombardie
- 1934
  - Coppa San Geo
  - Tour de Romagne
  - Tour de Vénétie
  - 2e du championnat d'Italie sur route
  - 3e du championnat d'Italie du demi-fond
  - 4e de Milan-San Remo

## Résultats sur les grands tours

### Tour de France
1 participation
- 1932 : abandon (10e étape)

### Tour d'Italie
7 participations
- 1929 : 51e
- 1930 : abandon
- 1931 : 16e
- 1932 : 52e
- 1933 : 31e
- 1934 : abandon (5e étape)
- 1935 : abandon (12e étape)